# Dybowskia
Dybowskia es un género de plantas herbáceas de la familia de las poáceas. Es originario de África tropical.
Algunos autores lo consideran un sinónimo del género Hyparrhenia.

## Especies
- Dybowskia dybowskii (Franch.) Dandy
- Dybowskia seretii (De Wild.) Stapf